# Alejandro Ferretis
Alejandro Ferretis (ur. 1944 roku w Meksyku, zm. 30 marca 2004 roku w San Miguel de Allende) – meksykański aktor filmowy.
Debiutował rolą anonimowego mężczyzny w awangardowym dramacie Carlosa Raygadasa Japonia (Japón, 2003). Rola ta przyniosła mu nagrodę dla najlepszego aktora na Międzynarodowym Festiwalu Filmowym w Buenos Aires oraz nominację (w kategorii najlepszy aktor) do prestiżowej meksykańskiej nagrody filmowej Ariel.
Na początku kwietnia 2004 roku zostały odnalezione jego zwłoki. Prawdopodobnie padł ofiarą morderstwa.